# Ichneumon alpestriops
Ichneumon alpestriops är en stekelart som beskrevs av Heinrich 1951. Ichneumon alpestriops ingår i släktet Ichneumon och familjen brokparasitsteklar. Inga underarter finns listade i Catalogue of Life.